# Битва при Тутлингене
Битва при Тутлингене (фр. Bataille de Tuttlingen, нем. Schlacht bei Tuttlingen) — сражение, произошедшее 24 ноября 1643 года между французскими и объединёнными войсками Баварии, Испании и Священной Римской империи, в местечке близ Тутлингена в герцогстве Вюртемберг.

## Предыстория
В начале ноября французско-веймарские войска осадили Ротвайль, чтобы обеспечить себе зимние квартиры вдоль Дуная. Они захватили Ротвайль 18 ноября, но их командир Гебриан был смертельно ранен во время осады. Его сменил Иосиас Ранцау, только что прибывший с подкреплением из Лотарингии. Отдалённые отряды французов были размещены в Мюлингене и Мёрингере-на-Дунае. Поскольку французы бездействовали, Франц фон Мерси усиленный имперскими войсками под командованием Мельхиора фон Гацфельдта и войсками под командованием изгнанного герцога Карла IV, убедил других генералов неожиданно напасть на французские отряды. Чтобы нанести внезапный удар, имперцы подошли с юго-востока, а не с севера, где французский гарнизон в Ротвейле преградил бы им путь.

## Сражение
После полудня 24 ноября Иоганн фон Верт возглавил 2000 кавалеристов в составе первой штурмовой группы против войск Мёрингена-на-Дунае и добился мгновенного успеха, разбив французский пехотный полк, состоящий из испанских военнопленных. Баварские драгуны захватили французские заставы, выставленные близ Тутлингена, что позволило имперцам захватить с минимальным сопротивлением слабо защищённый парк французской артиллерии на кладбище за городом. Веймарская кавалерия в Мюльхайме под командованием Райнхольда фон Розена отправилась на помощь французам в Тутлингене, но была перехвачена и разбита братом Мерси Каспаром. Затем Каспар уничтожил веймарскую пехоту, оставшуюся в Мюльхайме.
Французская кавалерия покинула поле боя. Захваченные орудия использовались для обстрела беспомощной французской пехоты в Тутлингене и Мёрингене-на-Дунае, которая капитулировала на следующий день вместе со своим командиром Ранцау. Бои продолжались полтора дня, не столько из-за эффективности франко-веймарского сопротивления, сколько из-за неорганизованного и изолированного характера их отрядов. Через неделю французский гарнизон в Ротвейле численностью 2000 человек сдался.
Армия Ранцау потерпела огромные потери, оставшиеся войска отступили обратно через Рейн в Эльзас. Мерси взял в плен Ранцау, семь других генералов, 9 полковников, 10 орудий, весь багаж и семь тысяч французских солдат. Ещё 4000 человек были убиты или ранены.